# HSG Siebengebirge
Die HSG Siebengebirge ist eine Handballspielgemeinschaft aus Königswinter. Sie entstand im Sommer 2016 und als gemeinsame Handballspielgemeinschaft der beiden Stammvereine HSG Siebengebirge-Thomasberg e.V. und TuS Ober- u. Niederdollendorf 1913 e.V.
Die erste Männermannschaft spielt aktuell nach fünf Jahren in der viertklassigen Regionalliga Nordrhein seit der Saison 2022/2023 wieder in der Oberliga Mittelrhein. Das Damen-Team spielt in der Landesliga des Handballverbandes Mittelrhein. In der Saison 2022/2023 sind die „Grün-Blauen“ mit insgesamt fünf Herren-Mannschaften und einer Damen-Mannschaft aktiv, hinzu kommen 22 weibliche und männliche Jugendmannschaften mit insgesamt mehr als 450 Sportlerinnen und Sportlern.